# Stigmella cathepostis
Stigmella cathepostis là một loài bướm đêm thuộc họ Nepticulidae. Nó là loài duy nhất được tìm thấy ở Kyushu in Nhật Bản.
There might be up to three generations per year.
Ấu trùng ăn Carpinus tschonoskii. Chúng ăn lá nơi chúng làm tổ.